# I've
I've(아이브)는 홋카이도 삿포로시에 스튜디오를 가지고 있는 음악 제작 그룹이다. 타카세 카즈야가 트랜스 음악을 제작하던 퍽토리 레코드와는 밀접한 관계가 있다.

1999년 2월에 발매된 게임《吐溜》의 주제가 "FUCK ME"가 최초의 곡이다. 이후
카논의 주제가 〈Last regrets〉〈風の辿り着く場所〉, 에어의 주제가 〈鳥の詩〉의 곡 제작에 참여하면서 이름을 알리기 시작했다.

2002년부터 애니메이션의 주제가를 담당하기 시작하였으며, 2005년에는 무도관에서 첫 라이브 공연을 했다.

다양한 장르의 곡을 만들지만 트랜스가 대부분이다. 또한 여러 명의 가수가 소속되어 곡의 분위기에 따라 그에 맞는 음색을 제공하고 있다.

## 스탭

### 현재 활동 중
- 타카세 카즈야 (高瀨一矢): 대표 이사, 작곡 및 편곡 담당.
- C.G mix: 작곡 및 편곡 담당이며, 가수로도 활동한다. 본명은 하타케야마 신지 (畠山愼司)이다.
- NAMI / 미이사키 나미 (舞崎なみ): 원래는 가수였으나 2014년 작곡가로 전향했다. 한때 Larval Stage Planning의 멤버였다.
- 요시다 하루히코(吉田春彦): 아티스트 매니저이자 I've sound 로스엔젤레스지부서 활동. 다른 이름은 해리 요시다(ハリー吉田)이다.

### 탈퇴
- 나카츠보 아츠히코(中坪淳彦): 2000년에 영입, 2005년 무도관 라이브 전에 탈퇴. TTB Studio대표이자 'FISH TONE'로 활동 중.
- wata / 와타베 싱야 (渡部真也): BGM은 2000년부터, 보컬곡은 2002년부터 시작. wata의 영입으로 I've 에서는 기타를 사용하게 되었다.
- 나가타 요시야(永田善也): 초기 스탭, 현재는 작가로 활동 중.
- 츠지우치 후쿠코(辻内富久子): 아티스트 매니저, 2008년 10월 17일 퇴직하였음.
- 잇포우시 야스타카(一法師康孝): 타카세 카즈야와 함께 공동대표.
- 나카자와 토모유키 (中澤伴行): 작곡 및 편곡 담당.
- 이우치 마이코 (井內舞子): 오사카에서 활동하며, 작곡 및 편곡을 담당을 하는 여성 작곡가. 2005년까지는 우에츠 미우 (羽越實有)로 활동했다.
- 오자키 타케시 (尾崎武士): 기타리스트, 곡의 기타부분의 편곡을 담당.
- 이타가키 나오키 (板垣直基): 매니저 업무 총괄.
- 아베 히로오(阿部洋大): 아티스트 매니저.

## 가수

### 현재 소속 가수
- C.G mix
- IKU
- R.I.N.A
- 사토 아스카 (佐藤アスカ)

### 유닛
- SHORT CIRCUIT (또는 KOTOKO to 우타츠키 카오리)
- Healing Leaf (시마미야 에이코, 카와다 마미)
- Outer (남성3명과 여성보컬 1명으로 이루어진 밴드유닛, 보컬은 KOTOKO이며 남성 3명은 타카세 카즈야, 나카자와 토모유키, 나카츠보 아츠히코로 추정된다.)
- I've Special Unit (MELL, 시마미야 에이코, SHIHO, 카와다 마미, KOTOKO, MOMO, 우타츠키 카오리) : SHIHO와 MOMO의 탈퇴로 현재는 Love Planet Five로 명칭변경
- Love Planet Five (KOTOKO, 카와다 마미, MELL, 시마미야 에이코, 우타츠키 카오리)
- TWINKLE (또는 AKI·KOTOKO·RIMIKKA)
- KOTOKO TO AKI
- KOTOKO＆MELL
- KOTOKO＆시마미야 에이코
- KOTOKO＆사토 히로미
- MELL＆MIKI
- Larval stage planning (키리시마 아이리, 미이사키 나미, 아사미 린)
- SHORT CIRCUIT DS (유즈노, R.I.N.A)
- Lithium (R.I.N.A, NAMI)

### 졸업
- AKI
- SHIHO: Eurobeat 관계에서는 'SHIFON T.'라는 명칭을 사용.
- MOMO
- 시마미야 에이코 (島みやえい子)
- KOTOKO
- MELL
- 아사미 린 (朝見凛): 한때 Larval Stage Planning의 멤버였다.
- 우타츠키 카오리 (詩月カオリ)
- 카와다 마미 (川田まみ)
- 유즈노 (柚子乃)
- 키리시마 아이리 (桐島愛里)
- Leina

### 참여 가수
- Lia
- Rita
- MAKO
- MIKI
- R.I.E
- MARY
- TAKAMI
- YUCCO
- K.T : 타카세 카즈야
- 레이나
- 미키 / 타치바나 우사기
- 후란
- 미야자키 아사메
- 스가이 에리
- 아야나 (彩菜)
- 마츠자와 유미
- 카타기리 아스카
- 츠츠미 이노스케 (堤伊之助): 게임 'Treating 2U'의 등장인물이자, 'Treating 2U'의 주제가를 불렀지만 누구인지는 불명. 타카세 카즈야의 목소리와 비슷하여, 타카세 카즈야가 아니냐는 의혹이 있었다. 하지만 Visual Style 5월호 타카세와의 인터뷰에서 다른 사람이라고 판명되었다.

## 음반

### 아이브 / 퍽토리 레코드

#### 걸스 컴필레이션
1. regret
2. verge
3. Disintegration
4. LAMENT
5. OUT FLOW
6. COLLECTIVE
7. EXTRACT
8. G.C BEST
9. LEVEL OCTAVE
10. Evidence nine
11. The Time -12 Colors-
12. ALIVE

#### 코믹마켓에서 발매한 음반
- Dear Feeling (제 59회)
- hitorigoto, SHIFT -世代の向こう-, C-LICK (제 61회)
- diRTY GiFT (제 63회)
- Ozone (제 65회)
- Mixed up (제 67회)
- I've MANIA Tracks Vol.I (제 73회)
- The Front Line Covers (제 75회)
- I've MANIA Tracks Vol.II (제 77회)
- I've MANIA Tracks Vol.III  (제 79회)
- Outer (제 80회)
- 時の翼, Got it!! -Extended ver.- (제 81회)
- snow flake (제 83회)
- THIS IS HOW, Hi-Black, I've Piano Pieces「Monochrome Solitude vol.1」 (제 85회)
- I've MANIA Tracks NEW WAVE, I've Piano Pieces「Monochrome Solitude vol.2」 (제 87회)
- しょーとサーキットDS, I've Piano Pieces「Monochrome Solitude vol.3」 (제 89회)
- しょーとサーキットDS2, Double Unlimited (제 91회)
- しょーとサーキットDS3 -FINAL CORNER- (제 93회)
- I've ORIGINAL Compilations -F-ive elements-, Alstroemeria  (제 95회)
- F-ive elements -hexa communion-, I've groove DJ mix feat MOGRA, GAUZE (제 97회)
- F-ive elements 3 -舞旋回廊-, restoration (에어 코믹마켓 2회)
- E-VOX -EXTEND VOX- (제 99회)
- The FRONT LINE COVERs 2022, MASQUERADE (제 101회)
- G-VOX -I've memorial compilation-, 棘(토게,トゲ) (제 103회)
- I've Winter selection 2025, III -Diosa- (제 105회)

#### 그 외
- SHORT CIRCUIT
- Fair Heaven
- SHORT CIRCUIT II
- Short Circuit III
- Omaira BEST
- TRIBAL LINK-L
- TRIBAL LINK-R
- I've C-VOX 2000-2014
- I've 20th ANNIVERSARY E-VOX
- G-VOX -I've memorial compilation- : 성인 게임 레이블 '기가(戯画)'의 해체와 함께 발매된 기념 앨범.

#### DVD
- prime prototype
- I've P.V.Collection Vol.1 L.A.M/Repeat
- I've P.V.Collection Vol.2 疾風雲←HAYATE→GUMO
- I've P.V.Collection Vol.3 SEE YOU~小さな永遠~
- Making of I've IN BUDOKAN
- I'VE in BUDOKAN 2005 ~Open the Birth Gate~
- I'VE in BUDOKAN 2005 ~COMPLETE EDIT~

### 제네온 / NBC유니버설

#### CD
- 天壌を翔る者たち
- master groove circle
- I've Sound 10th Anniversary 「Departed to the future」Special CD BOX
- master groove circle 2
- master groove circle "NIJIIRO"

#### DVD / Blu-ray
- I'VE in BUDOKAN 2009 ~Departed to the future~
- IVE RADICAL ENSEMBLE OF 15th ANNIVERSARY

### 킹 레코드

#### CURE TRANCE
- CURE TRANCE Vol.1『Psychedelic』
- CURE TRANCE Vol.2『Psychedelic GOA』
- CURE TRANCE Vol.3『Psychedelic IBIZA』

#### verve-circle
- beyond the underground groove
- beat spellbound-agitation mix
- electronica-mayhem
- Psychedelic Trance Edition featuring GMS
- Psychedelic Trance Edition -Journey of Space Exploration-
- Psychedelic Trance Edition -Fantastic Planet-
- Psychedelic Trance Edition -Nature & ReNature-
- Best of verve-circle I've found the fountains of paradise
- Best of verve-circle Psychedelic Trance edition

### 일본 컬럼비아

#### TRANCE MAGIC
- TRANCE MAGIC Vol.1
- TRANCE MAGIC Vol.2
- TRANCE MAGIC Vol.3

#### EURO
제작: 챕터 원
- EURO 1
- EURO 2
- EURO 3
- EURO PLATINA
- EURO 4
- EURO DIVA JENNIFER TRACKS

#### 그 외
제작: 챕터 원
- Luding Out
- FISH TONE
- KING JOE
- BEST OF DIGIBEAT TRANCE

### 닛폰 크라운
- noyau (노와이유, ノワイ・ユ)